# Pomnik Jubileuszowy w Mińsku

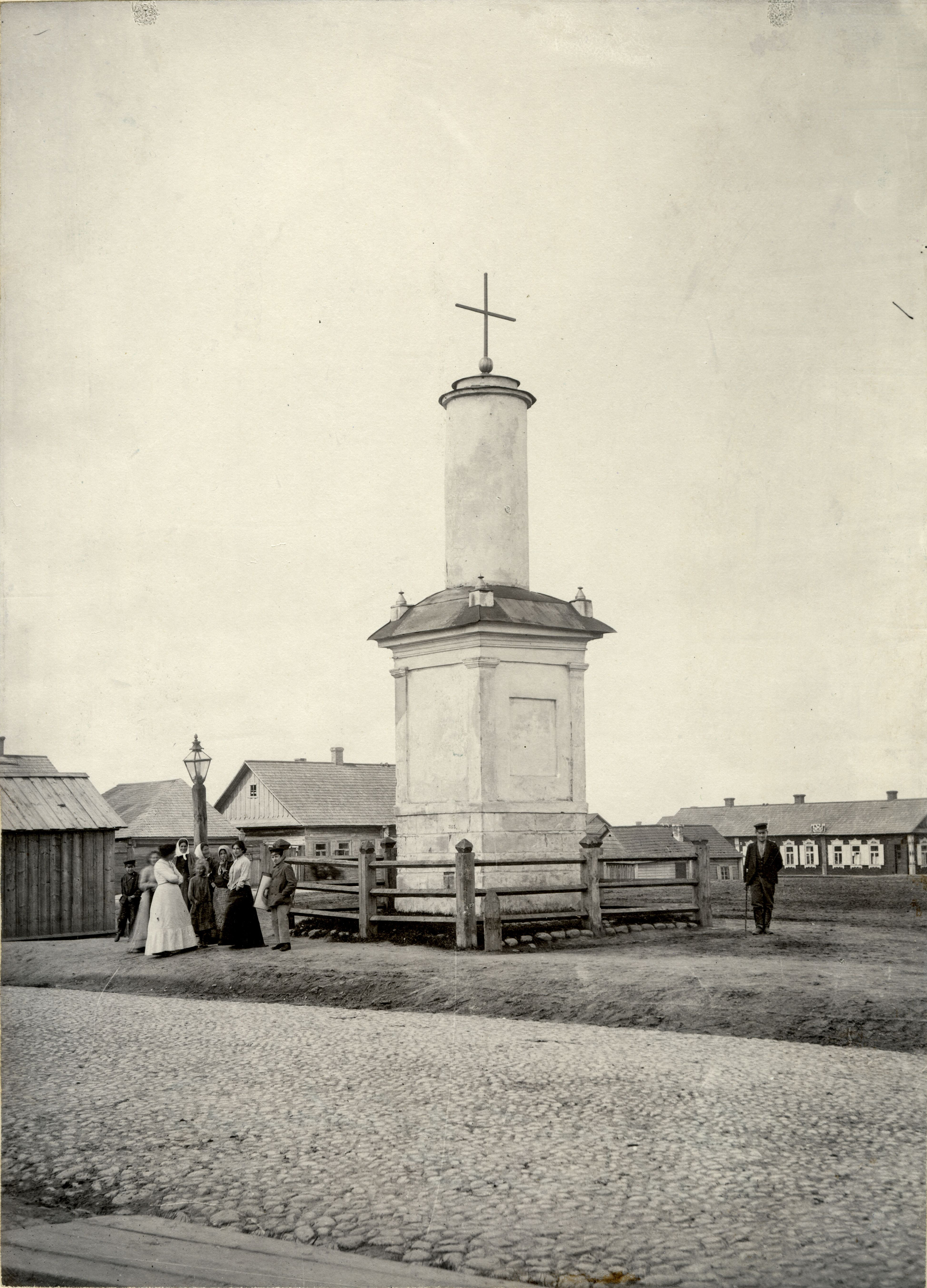
Kaplica Jubileuszowa, fotografia z pocz. XX w.

Pomnik Jubileuszowy (określany też mianem kaplicy; biał. Юбілейная капліца) — pomnik o charakterze religijnym wzniesiony przez rzymskich katolików w Mińsku w 1826 roku dla upamiętnienia rocznicy Soboru Nicejskiego; zniszczony w czasach sowieckich.

## Historia
W 1825 roku w świecie chrześcijańskim uroczyście obchodzono 1500. rocznicę Soboru Nicejskiego I, który zatwierdził główne dogmaty i symbole chrześcijaństwa. Papież Leon XII ogłosił ten rok jubileuszowym, jednak w kościołach na Białorusi święto obchodzone było dopiero w następnym roku. Z tej okazji wzniesiono na obrzeżach Mińska pomnik-kapliczkę. Ten unikatowy pomnik był widoczny na fotografiach z kolekcji Bazylego Kaledy jeszcze w 1947 roku. Jednak po pewnym czasie, robiąc miejsce na plac Jubileuszowy, budowlę zniszczono.

## Opis
Biała budowla utrzymana była w stylu klasycyzmu i miała formę kolumny na kwadratowym postumencie zwieńczonej krzyżem. Znajdowała się na placu, który otrzymał od niej (używaną do dziś) nazwę placu Jubileuszowego, w przybliżeniu w tym miejscu, gdzie obecnie znajduje się sklep „Technika u bycie”.